# Малта (Монтана)
Вижте пояснителната страница за други значения на Малта.
Малта (на английски: Malta) е град в окръг Филипс, щата Монтана, САЩ. Малта е с население от 2120 жители (2000) и обща площ от 2,7 km². Намира се на 687 m надморска височина. ЗИП кодът му е 59538, а телефонният му код е 406.